# Балталы (река)
Балталы — река в России, течёт по территории Фёдоровского района Республики Башкортостан. Устье реки находится в 122 км по левому берегу реки Ашкадар. Длина реки составляет 14 км.

## Данные водного реестра
По данным государственного водного реестра России относится к Камскому бассейновому округу, водохозяйственный участок реки — Белая от города Салавата до города Стерлитамака, речной подбассейн реки — Белая. Речной бассейн реки — Кама.
Код объекта в государственном водном реестре — 10010200512111100018182.